# Gustaaf Lauwereins
Gustaaf Lauwereins (Preston, 21 de junio de 1941) es un deportista belga que compitió en judo. Ganó una medalla de plata en el Campeonato Europeo de Judo de 1967 en la categoría de –63 kg.
Participó en los Juegos Olímpicos de Múnich 1972, donde finalizó decimotercero en la categoría de –63 kg.

## Palmarés internacional
| Campeonato Europeo | Campeonato Europeo | Campeonato Europeo | Campeonato Europeo |
| Año                | Lugar              | Medalla            | Categoría          |
| ------------------ | ------------------ | ------------------ | ------------------ |
| 1967               | Roma (Italia)      | Medalla de plata   | –63 kg             |